# 史密斯菲爾德 (密蘇里州)
史密斯菲爾德（英語：Smithfield）是位於美國密蘇里州賈斯珀縣的非建制地區。

## 歷史
史密斯菲爾德的郵局於1871年設立，其後於1934年停運。

## 地理
史密斯菲爾德所處的海拔為高於海平面263米（即863英呎），而該地所採用的時區為UTC-6，即北美中部時區（CST）。同時該地設有夏令時間，為UTC-6調快一小時，即UTC-5（CDT）。